# Roy Chapman
Roy Clifford Chapman (Birmingham, 18 marzo 1934 – Stoke-on-Trent, 21 marzo 1983) è stato un allenatore di calcio e calciatore inglese, di ruolo attaccante.

## Biografia
Suo figlio Lee è stato a sua volta un calciatore professionista.

## Carriera

### Giocatore
Tra il 1950 ed il 1953 è tesserato con l'Aston Villa, club della prima divisione inglese, con cui nell'arco del triennio gioca prima delle giovanili e poi con la squadra riserve.
Fa il suo esordio in prima squadra nel corso della First Division 1953-1954, nella quale realizza 3 reti in 4 presenze; nella First Division 1954-1955 gioca invece una sola partita, in cui mette peraltro a segno anche una rete; dopo aver trascorso l'intera stagione 1955-1956 senza mai scendere in campo in partite di campionato, rimane nel club per ulteriori due anni, prendendo parte alla First Division 1956-1957 ed alla First Division 1957-1958, nelle quali gioca rispettivamente 6 ed 8 partite (segnandovi inoltre 3 reti, 2 nella prima stagione ed una nella seconda).
Nel novembre del 1957 lascia dopo 8 anni il club, con un bilancio totale di 19 partite ed 8 gol nella prima divisione inglese; si trasferisce al Lincoln City, club di seconda divisione, con cui nella sua prima annata realizza 8 reti in 19 partite di campionato; l'anno seguente, il suo primo trascorso per intero con gli Imps, è anche il primo anno in carriera in cui gioca stabilmente da titolare: realizza infatti 15 reti in 34 presenze nella Second Division 1958-1959 e gioca una partita in FA Cup; dopo una stagione da 18 presenze e 7 reti, nella stagione 1960-1961 riprende il posto da titolare, mettendo a segno 15 gol in 32 partite, comunque insufficienti ad evitare la retrocessione in terza divisione del Lincoln City; Chapman nella stagione 1961-1962 gioca 2 partite in questa categoria per poi passare a stagione in corso al Mansfield Town, club di quarta divisione.
Qui in due stagioni, la seconda delle quali conclusa con una promozione in terza divisione, mette a segno rispettivamente 20 gol in 30 partite e 30 gol in 44 partite, ai quali aggiunge anche 19 gol in 36 partite nella stagione 1963-1964, in Third Division; nella stagione 1964-1965 mette a segno altre 9 reti in 19 presenze nel campionato di Third Division per poi tornare a stagione in corso al Lincoln City, nel frattempo retrocesso in quarta divisione, dove conclude la stagione segnando 5 gol in 13 partite, a cui aggiunge ulteriori 20 presenze e 7 reti nella stagione 1965-1966 (nella quale viene anche temporaneamente incaricato di allenare la squadra) e 37 presenze e 20 reti nella stagione 1966-1967, al termine della quale lascia definitivamente il club, con un totale di 188 presenze ed 81 reti segnate fra tutte le competizioni ufficiali.
Nella stagione 1967-1968 è capocannoniere della Fourth Division (alla pari con Les Massie) grazie ai 24 gol in 46 partite realizzati con la maglia del Port Vale, club con cui gioca anche nella stagione 1968-1969 (11 reti in 30 presenze, sempre in Fourth Division).
La sua ultima stagione da professionista è la 1969-1970, nella quale segna 3 reti in 9 presenze in quarta divisione con il Chester prima di trasferirsi a stagione in corso ai semiprofessionisti del Nuneaton Borough, con cui realizza 23 gol in 16 presenze in Southern Football League; gioca poi per 5 anni negli Stafford Rangers, club di cui è anche allenatore e con cui scende in campo in modo sporadico.

### Allenatore
Dopo la già citata esperienza al Lincoln City nella stagione 1965-1966, tra il 1970 ed il 1975 allena i semiprofessionisti dello Stafford Rangers, con cui nel 1972 vince il campionato di Northern Premier League, la Staffordshire Senior Cup e l'FA Trophy; l'anno seguente, ha raggiunto il quarto turno della FA Cup.
Nella stagione 1975-1976 ha allenato lo Stockport County in Fourth Division (dove ha anche ingaggiato George Best, nella parte finale della carriera del nordirlandese), mentre l'anno seguente ha lavorato come vice al Port Vale; dal 1977 al 1980 ha allenato nuovamente gli Stafford Rangers, con cui nella stagione 1978-1979 ha vinto un secondo FA Trophy (oltre ad un'altra Staffordshire Senior Cup, nella stagione 1977-1978).

## Palmarès

### Giocatore

#### Competizioni nazionali
- Coppa d'Inghilterra: 1

Aston Villa: 1956-1957

### Allenatore

#### Competizioni nazionali
- FA Trophy: 2

Stafford Rangers: 1971-1972, 1978-1979
- Northern Premier League: 1

Stafford Rangers: 1971-1972

#### Competizioni regionali
- Staffordshire Senior Cup: 2

Stafford Rangers: 1971-1972, 1977-1978